# Покоївка (роман)
«Покоївка» (англ. The Maid: A Novel) — дебютний роман канадської письменниці Ніти Проуз про таємничі вбивства, що вийшов 2022 року.
2021 року було анонсовано екранізацію роману з Флоренс П’ю у головній ролі.

## Сюжет
Моллі Ґрей — віддана покоївка в гранд-готелі «Рідженсі», де вона отримує величезне задоволення від своєї роботи, особливо від повернення брудних кімнат до стану досконалості. Її любов до прибирання відчутна, і вона пишається добре укомплектованим візком для покоївки з усіма засобами для чищення. Однак захоплення Моллі чистотою не допомагає їй зрозуміти соціальні сигнали або налагоджувати стосунки з іншими людьми.
Колеги, які не поділяють її ентузіазму щодо їхньої роботи, вважають Моллі дивачкою. Її найближча подруга, її бабуся, померла, залишивши її самотньою. Моллі також легко потрапляє на вудку до хитрих людей.
Одного разу, коли Моллі заходить у пентхаус, щоб прибрати, вона виявляє, що найпрестижнішого гостя готелю, містера Блека, вбили. Через серію комічних нещасливих подій Моллі стає головною підозрюваною у розслідуванні вбивства, що призводить до скандалу, який загрожує не лише репутації готелю, а і її власному джерелу доходів.

## Прийняття
Загалом роман «Покоївка» добре сприйняли критики, зокрема він отримав рецензії зі зірками від Booklist, Library Journal і Shelf Awareness.
Емілі Мелтон з Booklist назвала роман «Покоївка» «захопливим, чарівним і зворушливим», зазначивши, що «цей незвичайний кримінальний роман залишить у читачів відчуття теплоти». Kirkus Reviews назвав його «переконливим поглядом на класичний whodunit», написавши: «Хоч незвичайний кінець може розчарувати деяких читачів, цей унікальний дебют змусить їх продовжити читати». Тара Ласковскі з Washington Independent Review of Books сказала: «Цей затишний whodunit — це радість від першої до останньої сторінки». Бетанн Патрік з NPR сказала, що роман «задовольняє на всіх рівнях — від місця до сюжету і до головної героїні».
Кілька рецензентів обговорювали головну героїню Проуз, Моллі. Publishers Weekly назвав Моллі «виразною героїнею, за яку читачі не можуть не вболівати». Серед інших схвальних відгуків про роман, Кетлін Джерард із Shelf Awareness написала: «Читачі не скоро забудуть чистий шарм і наївність Моллі, яка навчається в процесі, і її неповторний оповідальний голос — правду її чарівної ексцентричної старої душі». Тара Ласковскі з Washington Independent Review of Books підкреслила, що «голос Моллі виділяється з першої сторінки: «Щодня з усякого погляду» і «Чи потрібна серветка для вашої проблеми?», а також «її унікальний погляд на життя та її відважний оптимізм». У більш негативному огляді Маргарет Медден з Irish Independent назвала Моллі «чарівною», хоча зазначила, що вона «недостатньо послідовна — ні на словах, ні у своїх думках — щоб бути правдоподібною».
Рецензенти також посилалися на сюжет. Мелтон з Booklist назвав сюжет «розумним» і «оригінальним»,  тоді як Кетлін Джерард з Shelf Awareness назвала його «чудово продуманим» і «напруженим». Publishers Weekly наголосив на численних поворотах сюжету в «Покоївці», сказавши: «Не кожен поворот здається виправданим, але в цілому проза створює приємну, добросердечну композицію». Патрік з NPR зазначив, що «хоча деякі читачі можуть відразу здогадатися, хто є вбивцею, це насправді не має великого значення, оскільки книга більше про Моллі — яка не...».
The New York Times також робили огляд на роман «Покоївка».
Аудіокнига, яку озвучила Лорен Емброуз, також отримала позитивні відгуки. Дженніфер Кінневі з Booklist зазначила, що «Емброуз ідеально грає Моллі та цікавий склад персонажів». Подібно Лорі Мухнік, яка писала для Kirkus, сказала, що Емброуз є «ідеальним прикладом того, як оповідачка висвітлює наміри письменниці».

## Нагороди та відзнаки
Роман «Покоївка» був бестселером The New York Times і IndieBound. 2022 року він також був другою книжкою, яку найчастіше позичали в Публічній бібліотеці Сіетла.
Kirkus Reviews внесли роман до списку найкращих книг 2022 року. Аудіокнига потрапила до списку десяти найбільш продаваних аудіокниг Libro.fm 2022 року.
| Рік      | Нагорода                                              | Результат       | Посилання     |
| -------- | ----------------------------------------------------- | --------------- | ------------- |
| 2022 рік | Премія Goodreads Choice Award за дебютний роман       | Номінант        | [ 17 ]        |
| 2022 рік | Нагорода Goodreads Choice Award за детектив та трилер | Переможець      | [ 18 ]        |
| 2023 рік | Премія Ентоні за найкращий перший роман               | Номінант        | [ 19 ]        |
| 2023 рік | Премія Ентоні за найкращий роман у твердій палітурці  | Номінант        | [ 19 ]        |
| 2023 рік | Премія Audie за детектив                              | Фіналіст        | [ 20 ] [ 21 ] |
| 2023 рік | Премія Баррі за найкращий перший роман                | Номінант        | [ 22 ] [ 23 ] |
| 2023 рік | Премія «Едгар» за найкращий роман                     | Короткий список | [ 24 ]        |

## Переклад українською
2024 року у видавництві «Лабораторія» вийшов український переклад роману. Перекладачка — Марта Госовська.